# Jezioro Szkoderskie
Jezioro Szkoderskie (serb. Skadarsko jezero, alb. Liqeni i Shkodrës) – największe jezioro na Półwyspie Bałkańskim, położone na granicy Albanii i Czarnogóry.

## Charakterystyka
2/3 jeziora leżą w Czarnogórze, a 1/3 w Albanii. Jezioro ma charakter krasowy, a znajduje się w dolinie położonej 7 km od brzegu morza.
Powierzchnia jeziora: ok. 360–550 km² (zmienna)

Długość: 48 km

Szerokość: do 25 km

Głębokość średnia: 7–10 m

Głębokość maksymalna: 44 m (kryptodepresja)
Dochodzi do dużych wahań poziomu wód.
Do jeziora uchodzi kilka większych rzek, z których największa jest Morača, a z jeziora wypływa rzeka Buna (Bojana), która poprzez bifurkację uchodzi do Adriatyku i rzeki Drin.
Największe miasto w okolicy jeziora to albańska Szkodra.
Na jeziorze znajdują się wyspy, na których mieszczą się zabytkowe monastery (monaster Starčeva Gorica, monaster Moračnik). Jezioro jest także miejscem gniazdowania wielu gatunków ptaków. Jest to jedno z niewielu w Europie miejsc występowania pelikanów.
Znaczną część czarnogórskiego fragmentu jeziora obejmuje Park Narodowy Jeziora Szkoderskiego (serb./czarnog. Nacionalni Park Skadarsko jezero) o powierzchni 40 tys. ha.

## Awifauna
Awifauna Jeziora Szkoderskiego obejmuje blisko 280 gatunków ptaków, co stanowi ok. połowy wszystkich gatunków ptaków, występujących w Europie. W tym są 73 gatunki stale tu gniazdujące, 18 gatunków przelotnych, regularnie odwiedzających jezioro w czasie wiosennych i jesiennych przelotów, 45 gatunków regularnie zimujących na jeziorze, 12 gatunków regularnie spotykanych na jeziorze latem, lecz niegniazdujących oraz ok. 90 gatunków spotykanych tu nieregularnie, w tym zalatujących z sąsiednich terenów. Od 1995 r. ok. 20 tys. ha otwartych wód, trzcinowisk i okresowo zalewanych łęgów w północnej części jeziora jest objętych Konwencją o obszarach wodno-błotnych mających znaczenie międzynarodowe, zwłaszcza jako środowisko życiowe ptactwa wodnego (tzw. konwencja ramsarska).
Inne gatunki ptaków:
- kormoran mały
- czapla
- warzęcha
- ibis kasztanowaty
- kilka gatunków kaczek
- podgorzałka
- chwastówka zwyczajna
- wierzbówka zwyczajna
- tamaryszka
- dzięcioł białoszyi
- dzierlatka
- jaskółka rudawa
- bałkańska pliszka żółta
- skowrończyk krótkopalcowy
- dzierzba rudogłowa
- dzierzba czarnoczelna
- białorzytka rdzawa
- cierlik
- głuszek
- trznadel czarnogłowy
- zaganiacz blady
- zaganiacz oliwny
- pokrzewka wąsata
- pokrzewka aksamitna